# Stenotarsus pantherinus
Stenotarsus pantherinus es una especie de coleóptero de la familia Endomychidae.

## Distribución geográfica
Habita en Malaca y Sumatra.